# كريستيان ويلهلم إرنست ديتريش
كريستيان ويلهلم إرنست ديتريش (بالألمانية: Christian Wilhelm Ernst Dietrich)‏ هو رسام ألماني، ولد في 30 أكتوبر 1712 في فايمار في ألمانيا، وتوفي في 23 أبريل 1774 في درسدن في ألمانيا.

## معرض صور

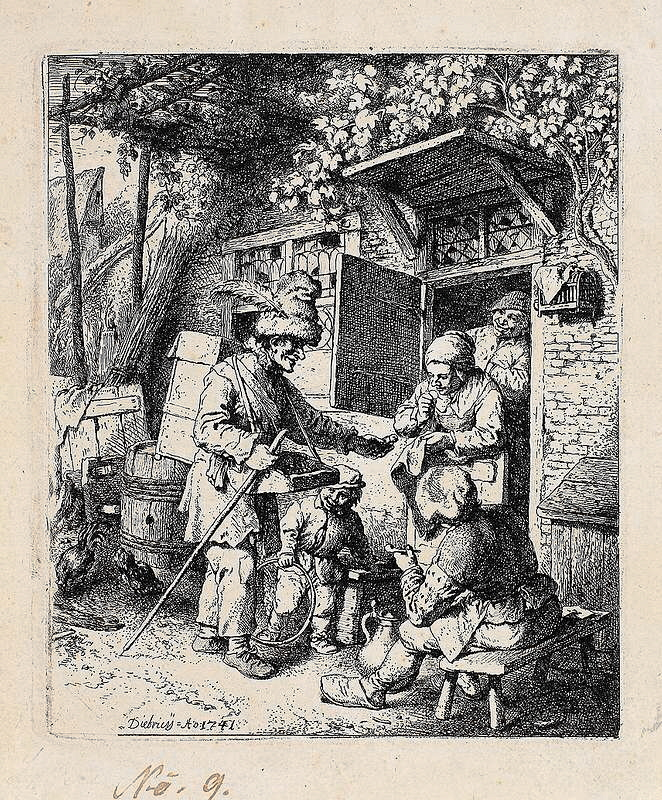
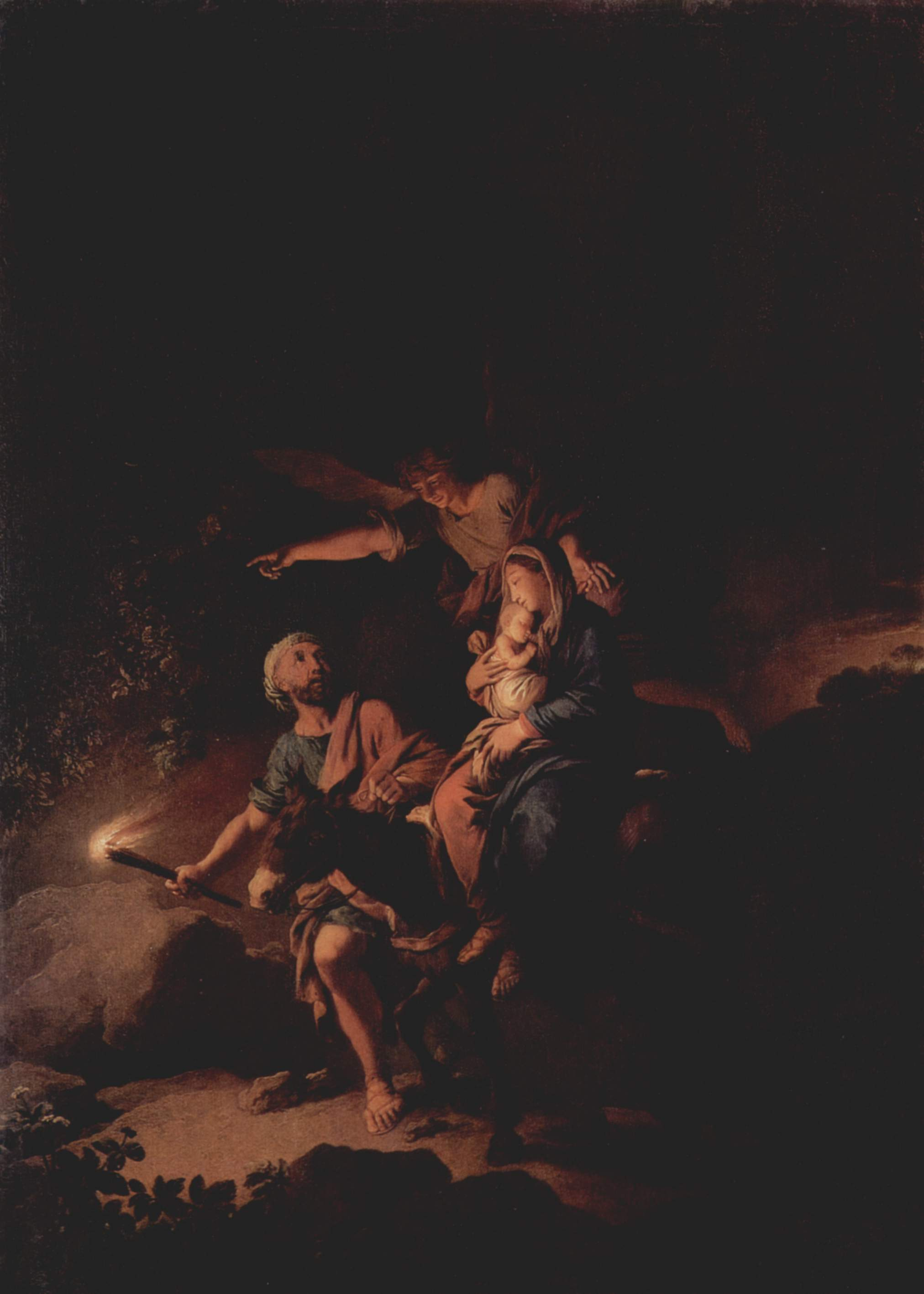
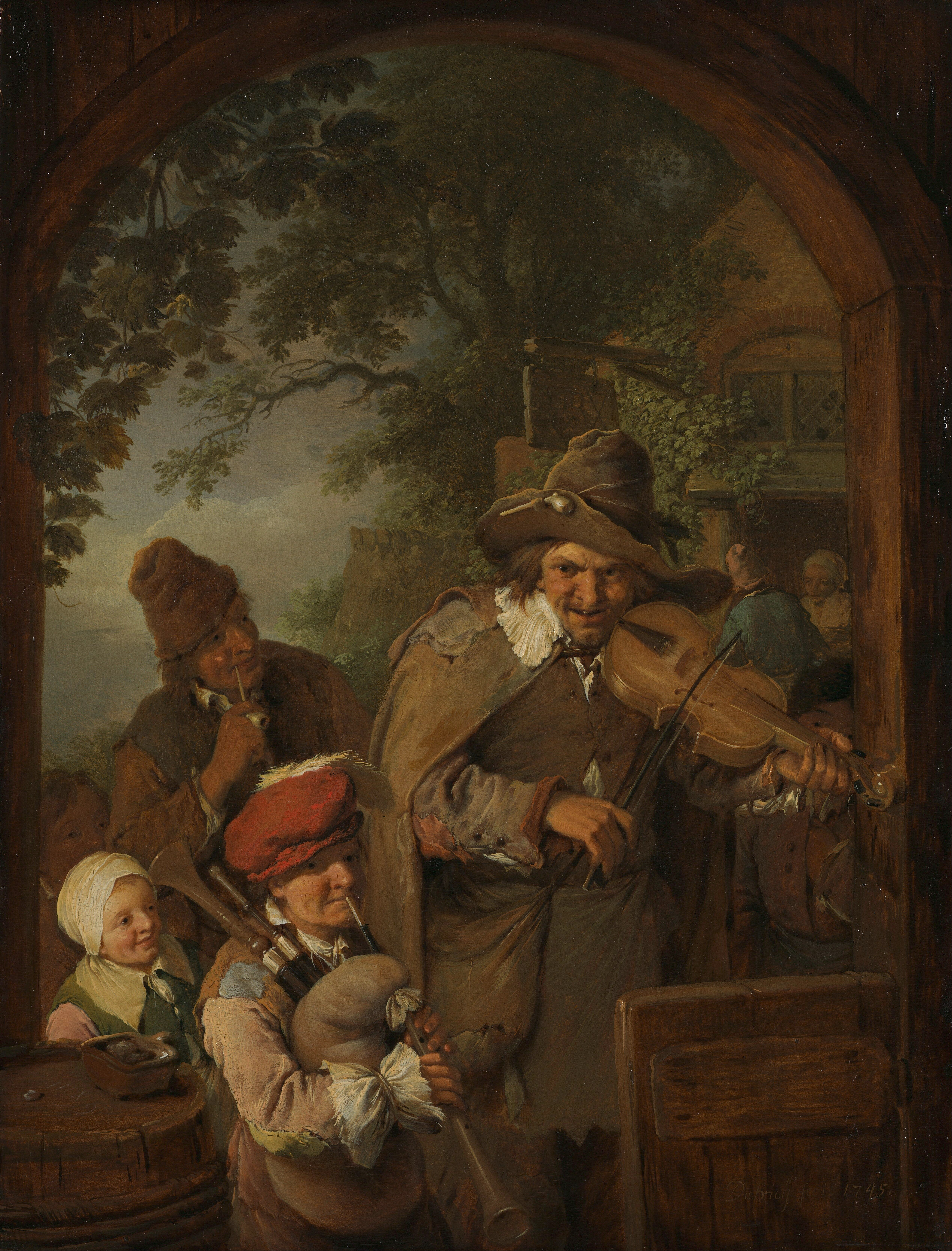
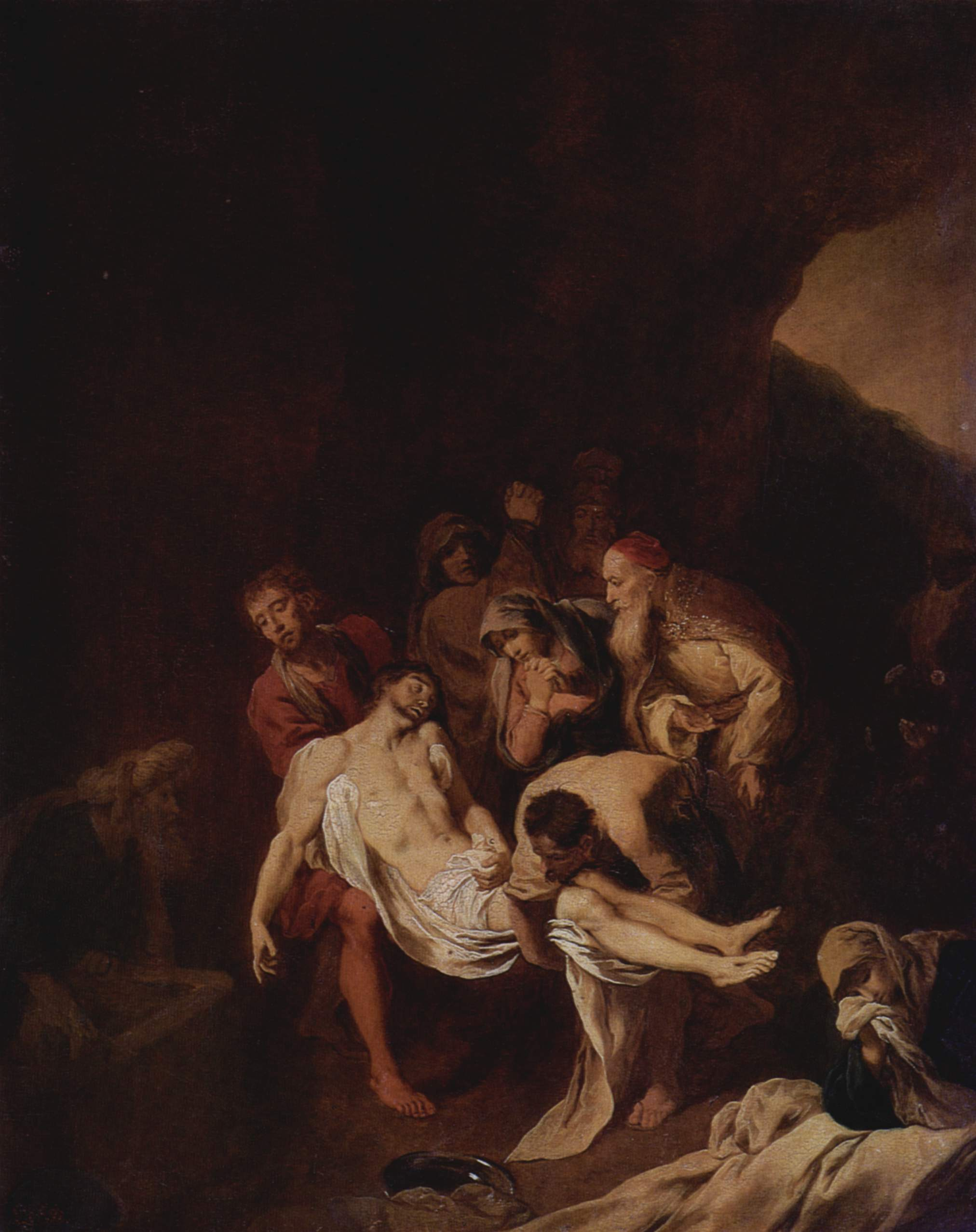
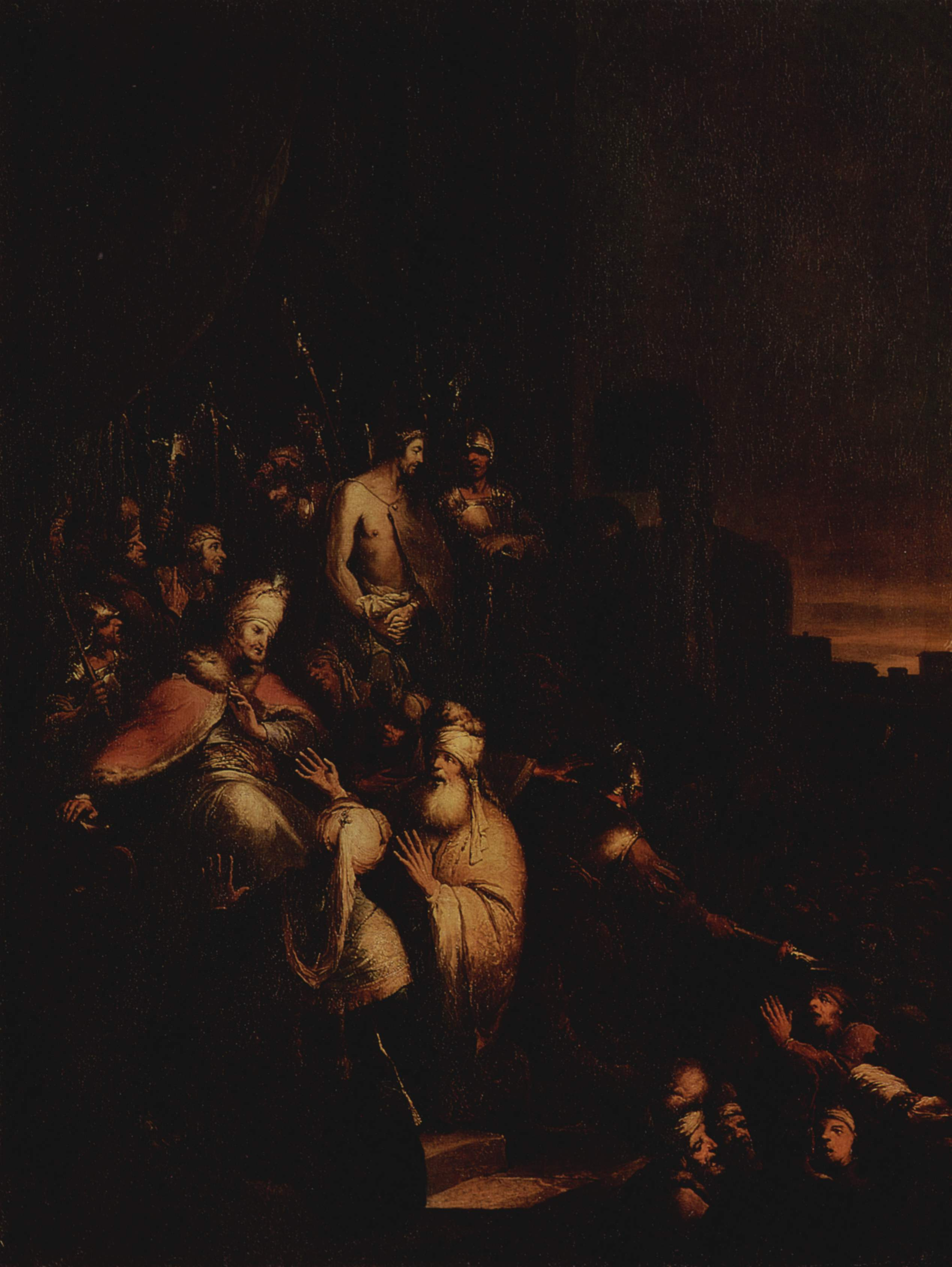

## وصلات خارجية
- كريستيان ويلهلم إرنست ديتريش على موقع ميوزك برينز (الإنجليزية)
- كريستيان ويلهلم إرنست ديتريش على موقع ديسكوغز (الإنجليزية)